# Pavilhão Desportivo de Antália
O Pavilhão Desportivo de Antália (em turco:  Antalya Spor Salonu) é um ginásio desportivo coberto localizado em Antália, Turquia. Inaugurado em 2016, a arena tem capacidade para 10 mil espectadores.
Localizado próximo ao Estádio de Antália, o ginásio foi sede do Campeonato Mundial de Clubes Feminino da FIVB de 2022 e das finais masculina e feminina da Liga dos Campeões da CEV de 2023–24.